# Дагана-Киикский район
Дагана-Киикский район — административно-территориальная единица в составе Таджикской ССР, Сталинабадской и Курган-Тюбинской областей, существовавшая в 1936—1959 годах. Площадь района по данным 1947 года составляла 0,9 тыс. км². Население по данным 1939 года составляло 15 337 чел., в том числе таджики — 71,2 %, узбеки — 26,5 %, русские — 1,3 %.
Дагана-Киикский район был образован в составе Таджикской ССР 7 марта 1936 года из 7 джамсоветов Кокташского района.
27 октября 1939 года Дагана-Киикский район вошёл в состав Сталинабадской области.
7 января 1944 года Дагана-Киикский район был передан в новую Курганю-Тюбинскую область, но 23 января 1947 года в связи с её ликвидацией вновь отошёл к Сталинабадской области.
28 апреля 1948 года в Дагана-Киикском районе был упразднён Авзолинский кишлачный совет, а 18 октября 1949 года — Касабулакский к/с.
10 апреля 1951 года в связи с ликвидацией Сталинабадской области район перешёл в прямое подчинение Таджикской ССР.
4 марта 1959 года Дагана-Киикский район был упразднён, а его территория передана в Сталинабадский и Куйбышевский районы.